# Naoko Azegami
Naoko Azegami (jap. 畔上 尚子, Azegami Naoko; * 29. Januar 1985 in Nakano) ist eine ehemalige japanische Biathletin und Skilangläuferin.
Bevor Azegami zum Biathlon wechselte, war sie als Skilangläuferin aktiv. Zunächst bestritt sie bis Anfang 2004 ausschließlich 5-Kilometer-Rennen im Rahmen des Continental-Cups und von FIS-Rennen, erreichte hier immer Ergebnisse zwischen Rang zehn und 20. Bei den Junioren-Weltmeisterschaften 2004 von Stryn erreichte die Japanerin den 41. Platz im Freistilrennen über fünf Kilometer, jeweils den 43. Platz im Sprint und im Massenstartrennen über 15 Kilometer und wurde mit der japanischen Langlaufstaffel Neunte. Bei der Winter-Universiade 2005 in Innsbruck und Seefeld in Tirol wurde sie 38. im Massenstartrennen über 15 Kilometer, 46. im Freistilrennen über fünf Kilometer und 52. im Sprint. Es folgten bis 2007 weitere Einsätze im Far East Cup und bei FIS-Rennen, mehrfach konnte Azegami dort einstellige Platzierungen erreichen.
Wie in Japan üblich gehört sie als Biathletin der „Winterkampfausbildungseinheit“ (Tōsenkyō) der Bodenselbstverteidigungsstreitkräfte an. Zudem studierte sie an der Waseda-Universität. Naoko Azegami bestritt ihre ersten internationalen Biathlon-Rennen 2008 im Rahmen des IBU-Cups in Obertilliach. Nachdem sie im Einzel als 54. noch die ersten Punkte verpasste, gewann sie diese als 31. des Sprints. In Martell erreichte sie in ihrem dritten Rennen, einem Sprint, schon einen 12. Rang. Nur wenig später debütierte sie in Oberhof im Biathlon-Weltcup und wurde in ihrem ersten Sprint 83. Es war zugleich ihr bislang bestes Resultat im Weltcup. Nach weiteren Einsätzen in den Sprintrennen von Ruhpolding und Antholz wurden die Biathlon-Weltmeisterschaften 2009 in Pyeongchang der Saisonhöhepunkt. Im Einzel erreichte sie als 103. ihr bislang schlechtestes Weltcup-Ergebnis, im Sprint erreichte sie den 89. Platz. Mit Fuyuko Suzuki, Megumi Izumi und Itsuka Yahata erreichte Azegami als Schlussläuferin im Staffelwettbewerb den 16. Platz. Nach der Saison 2012/13 kehrte sie zum Skilanglauf zurück.
Ab 2013 war sie wieder als Langläuferin unterwegs und startete bis 2017 erneut vorwiegend im Far East Cup. Dabei konnte sie im Januar 2015 zwei Dritte Plätze (über fünf Kilometer in der freien Technik und im Sprint) und am 7. Januar 2016 ihren einzigen Sieg auf dieser Leistungsstufe bei einem Sprintrennen in Sapporo feiern. In der Saison 2015/16 erreichte sie mit Platz fünf auch ihr bestes Gesamtergebnis im Far East Cup. 2017 beendete sie ihre Langlaufkarriere endgültig.

## Erfolge im Skilanglauf

### Siege bei Continental-Cup-Rennen
| Nr. | Datum          | Ort     | Disziplin       | Serie        |
| --- | -------------- | ------- | --------------- | ------------ |
| 1.  | 7. Januar 2016 | Sapporo | Sprint Freistil | Far East Cup |

## Weltcupstatistik Biathlon
Die Tabelle zeigt alle Platzierungen (je nach Austragungsjahr einschließlich Olympische Spiele und Weltmeisterschaften).
- 1.–3. Platz: Anzahl der Podiumsplatzierungen
- Top 10: Anzahl der Platzierungen unter den ersten zehn (einschließlich Podium)
- Punkteränge: Anzahl der Platzierungen innerhalb der Punkteränge (einschließlich Podium und Top 10)
- Starts: Anzahl gelaufener Rennen in der jeweiligen Disziplin

| Platzierung                      | Einzel | Sprint | Verfolgung | Massenstart | Staffel | Gesamt |
| -------------------------------- | ------ | ------ | ---------- | ----------- | ------- | ------ |
| 1. Platz                         |        |        |            |             |         |        |
| 2. Platz                         |        |        |            |             |         |        |
| 3. Platz                         |        |        |            |             |         |        |
| Top 10                           |        |        |            |             |         |        |
| Punkteränge                      |        |        |            |             | 1       | 1      |
| Starts                           | 1      | 4      |            |             | 1       | 6      |
| Stand: nach der Saison 2008/2009 |        |        |            |             |         |        |